# Borda de Joanet (la Pobla de Segur)
La Borda de Joanet és una borda del terme municipal de la Pobla de Segur, al Pallars Jussà. Està situada a prop de l'extrem nord-oest del terme, a prop de la riba esquerra del Flamisell, al nord-oest del Pui de Segur. És a la partida de Fontelles.